# Gerzovo
Gerzovo (cyr. Герзово) – wieś w Bośni i Hercegowinie, w Republice Serbskiej, w gminie Mrkonjić Grad. W 2013 roku liczyła 256 mieszkańców.